# Lamarche (Vosges)
Lamarche és un municipi francès, situat al departament dels Vosges i a la regió del Gran Est. El 2021 tenia 841 habitants.